# Гемінальна радикальна пара
Гемінальна радикальна пара (англ. radical geminate pair) — два радикали, що знаходяться в клітці розчинника у безпосередній близькості (звичайно виникають одночасно в мономолекулярних процесах, наприклад, при розпаді пероксидiв, і разом дифундують), через що відчутною стає міжспінова взаємодія, яка є відповідальною за хімічно індуковану динамічну поляризацію ядер.